# Chaetanthera apiculata
Chaetanthera apiculata là một loài thực vật có hoa trong họ Cúc. Loài này được F.Meigen mô tả khoa học đầu tiên năm 1894.